# Guy Teugels
Guy G. Teugels (* 17. Juni 1954; † 22. Juni 2003) war ein belgischer Ichthyologe. Sein Forschungsschwerpunkt waren die Welsartigen und andere Süßwasserfische Afrikas und Südostasiens.

## Leben
Nach seinem Masterabschluss in Biologie an der Katholieke Universiteit Leuven (KUL) begann Teugels ab 1977 unter der Leitung von Dirk Thys van den Audenaerde ein Studium der Kiemensackwelse (Clariidae) am Königlichen Museum für Zentral-Afrika in Tervuren bei Brüssel in Belgien. 1983 wurde er zum Ph.D. promoviert.
1984 wurde Teugels Mitarbeiter am Laboratoire d’Ichtyologie Générale et Appliquée im Muséum national d’histoire naturelle in Paris, wo er die Arbeit von Jacques Daget (1919–2009) über afrikanische Fische fortsetzte. Während seiner Jahre in Paris arbeitete Teugels viel mit Kollegen aus dem französischen ORSTOM (jetzt IRD,  l’Institut de recherche pour le développement) zusammen, die in Westafrika sehr aktiv waren.
1988 übernahm Teugels als Kurator der ichthyologischen Abteilung des Königlichen Museum für Zentral-Afrika die Nachfolge von Dirk Thys van den Audenaerde und Max Poll. 1996 wurde ein Kuratorenposten geschaffen, der sich auf die Buntbarsch-Fauna der Afrikanischen Großen Seen konzentrierte. Teugels war für die Sammlung der Nicht-Buntbarsche verantwortlich. Während seiner Zeit in Tervuren unternahm Teugels häufig Forschungsreisen nach Westafrika und Zentralafrika, wo er eng mit französischen Wissenschaftlern zusammenarbeitete. Er besuchte viele Länder in dieser Region, darunter die Elfenbeinküste, Kamerun, Kongo-Brazzaville, Gabun und Benin. Die Ausbildung von afrikanischen Ichthyologen betrachtete Teugels als wichtigen Aspekt seiner Projektarbeit. Seine Forschung konzentrierte sich auf die Taxonomie und die Biodiversität afrikanischer Süßwasserfische. Durch seine Projekte und Studenten war er auch in Bereiche der Aquakultur und der Fischerei involviert. Zu den Hauptinteressen von Teugels zählten die Welsartigen, insbesondere die Kiemensackwelse, von denen er viele neue Arten beschrieb. Ferner arbeitete Teugels an einem Projekt über die Welse von Südostasien.
Teugels verfasste über 100 Fachartikel in Peer-Review-Zeitschriften, fast ein Drittel davon als erster Autor. Viele stammen aus seiner frühen Schaffensphase. Er schrieb zahlreiche andere wissenschaftliche Bemerkungen und Berichte. 1990 und 1992 war er neben Christian Lévêque und Didier Paugy einer der Herausgeber des zweibändigen Werks Faune des poissons d’eaux douces et saumâtres de l’Afrique de l’Ouest.
1993 wurde Teugels Mitglied im internationalen wissenschaftlichen Konsortium der Online-Datenbank FishBase. In seinem letzten Lebensjahr war er Präsident des FishBase-Konsortiums. 1999 war er Teilzeit-Dozent an der Universität Leuven.

## Dedikationsnamen
Nach Guy Teugels sind mehrere afrikanische Süßwasserfische benannt, darunter Channallabes teugelsi, Chrysichthys teugelsi, Clariallabes teugelsi, Lamprologus teugelsi, Malapterurus teugelsi, Nanochromis teugelsi, Paramphilius teugelsi und Polypterus teugelsi.

## Publikationen (Auswahl)
- 1982: A systematic outline of the African species of the genus Clarias (Pisces; Clariidae), with an annotated bibliography
- 1986: A systematic revision of the African species of the genus Clarias (Pisces; Clariidae)
- 1990: Faune des poissons d’eaux douces et saumâtres de l’Afrique de l’Ouest, Band 1 (mit Christian Lévêque und Didier Paugy)
- 1992: Faune des poissons d’eaux douces et saumâtres de l’Afrique de l’Ouest, Band 2 (mit Christian Lévêque und Didier Paugy)
- 1992: Fishes of the Cross River Basin (Cameroon-Nigeria): Taxonomy, Zoogeography, Ecology, and Conservation (mit Gordon McGregor Reid)
- 1993: Faune des poissons d’eaux douces de la Réserve de la biosphère de Dimonika (Mayombe, Congo) (mit Victor Mamonekene)
- 2003: Guide de détermination des poissons du bassin de l’Ogooué (mit Jean-Daniel Mbega)
- 2005: Freshwater Ecoregions of Africa and Madagascar: A Conservation Assessment (mit Beiträgen von Melanie Stiassny, Michele L. Thieme, Robin Abell, Paul Skelton, Neil Burgess, Bernhard Lehner, Eric Dinerstein, David Olson, Guy Teugels und Andre Kamdem-Toham)
- 2007: Poissons D’eaux Douces et Saumatres De Basse Guinee Ouest De l’Afrique Centrale / The Fresh and Brackish Water Fishes of Lower Guinea, West-Central Africa, Band 1 und 2 (mit Melanie Stiassny und Carl D. Hopkins)